# دنشیتسه
دنشیتسه (به چکی: Dnešice) یک منطقهٔ مسکونی در جمهوری چک است که در Plzeň-South District واقع شده‌است. دنشیتسه ۱۴٫۲۶ کیلومتر مربع مساحت و ۸۱۴ نفر جمعیت دارد و ۳۷۲ متر بالاتر از سطح دریا واقع شده‌است.